# Saro (Spagna)
Saro è un comune spagnolo di 528 abitanti situato nella comunità autonoma della Cantabria, comarca del Pisueña. È una parte della piccola valle del Carriedo formata dal fiume Llerana alla confluenza col fiume Pisueña in un paesaggio di pendii ricoperti da praterie disseminata di cabañas che ospitano
i pastori e le loro mandrie e greggi quando non pascolano.
Il comune è formato da due nuclei abitati Llerana e Saro, capoluogo che dà il nome al comune, ha 235 abitanti, che si dividono in tre quartieri e nelle cabañas dei pascoli. Dista 30 km da Santander, capitale della Cantabria. Come tante altre località della Cantabria che non hanno avuto un processo di industrializzazione anche Saro ha subito durante la seconda metà del secolo scorso un notevole calo del numero di abitanti a causa dell'emigrazione di molti giovani verso località che offrivano migliori
condizioni di lavoro e di vita. L'attività economica degli abitanti è concentrata nell'allevamento del bestiame principalmente bovino da latte. Nel territorio comunale sulle rive del Llerana esiste anche un'azienda di piscicultura.

## Storia
Non esistono nel comune giacimenti archeologici della preistoria grazie ai quali si possa determinare a quale epoca risalgono i primi insediamenti umani nel territorio municipale. Prima del IX secolo si ritiene che il territorio di Saro fosse occupato da famiglie di pastori transumanti stagionali. Nel Medio Evo dipese amministrativamente dalla valle del Carriedo facente parte della Merindad de las Asturias de Santillana.
Nel IX secolo il conte Gaudesino si appropriò di questo territorio che nell'816 donò al Monasterio de San Vicente de Fistiles in Esles. Da allora cominciarono a stabilirsi delle unità famigliari attorno alle istituzioni religiose dipendenti dal monastero di Castañeda. Nel basso Medio Evo fu sottoposto, come il resto della valle, al processo di formazione delle signorie in sostituzione del potere ecclesiastico nel secolo XIV Alfonso XI assegnò la valle a suo figlio Tello di Castiglia. Per effetto della successione di Aldonza, nipote di Don Tello e figlia di Leonor de la Vega, la valle del Carriedo passò ai Castellañeda Aldonza e suo marito Garci Fernandez de Manrique, ma Iñigo Lopez de Mendoza fratellastro di Aldonza continuò l'espansione del potere dei Mendoza sulle Asturias de Santillana iniziata da suo padre causando conflitti con i Castellañeda quando incorporò nella signoria dei marchesi di Santillana la valle di Carriedo sotto la giurisdizione delle Asturias.
La popolazione della valle si ribellò a questa incorporazione e al regime imposto dai nuovi signori, intentando il processo chiamato Pleito Viejo presso la Real Chancilleria di Valladolid, esempio seguito dalle altre valli col cosiddetto Pleito de los vallesche si concluse solo nel 1581 per effetto della opposizione dei signori che riuscirono a ritardare a più riprese l'esito del processo che fu favorevole alle valli accettando la loro richiesta di ritorno al regime di realengo cioè di dipendenza diretta dal re con autonomia amministrativa.
Nel 1630 Filippo IV di Spagna creò la provincia de los nueve valles fra cui la valle del Carriedo e nel 1835 fu costituito il comune costituzionale di Saro compreso nel partido judicial (distretto giudiziario) di Villacarredo, poi di Santander e dal 1992 a quello di Medio Cudeyo

## Monumenti e luoghi d'interesse
- Necropoli de Tumbas de Lajas che presenta anche tre steli discoidali celtiche caratteristiche della Cantabria.
- San Tirso a Saro, chiesa romanica rifatta nel 1737.
- San Lorenzo a Llerana chiesa di origine medioevale completata nel 1686 e nel XVIII secolo.
- Capilla de la Virgen del Camino in Saro del XVIII secolo.
- Ermita de San Miguel del XVII secolo.
- Palacio de Gomez Barreda del XVII secolo.
- Casa de Juan Montero de la Concha del XVIII secolo in Llerana.
- Caratteristiche sono le cabañas nei pascoli, costruzioni in pietra col tetto coperto da lastre di pietra che hanno a pianterreno la stalla e al piano superiore il fienile e l'abitazione.

## Feste
Il 27 luglio in Saro si tiene la festa di Santiago Apostol, il 10 agosto in Llerana San Lorenzo, il 19 agosto in Llerana la Milagrosa, il 9 settembre in Saro Nuestra Señora del Camino, il 29 settembre in Llerana San Miguel, il 28 gennaio San Tirso in Saro. In tutte queste feste dopo i riti religiosi si svolgono le feste profane con diverse manifestazioni sportive, musicali e folcloristiche; tradizionali il gioco dei bolos per il quale in ognuno dei due paesi Llerana e Saro esiste un apposito campo detto bolera o corro e El salto del pasiego che deriva dall'uso dei pastori di una verga di nocciolo flessibile d'aiuto per saltare i muretti di pietra che delimitano i pascoli o qualsiasi altro ostacolo. Alle feste si svolgono gare di questo rudimentale salto con l'asta.